# زبان عربی در اسرائیل
زبان عربی در اسرائیل به‌طور بومی توسط بخش بزرگی از جمعیت این کشور استفاده می‌شود که به بیشتر از ۲۰ درصد کل جمعیت می‌رسند. زبان عربی در این کشور غالباً توسط شهروندان عرب اسرائیل و در میان یهودیان عرب‌زبانی که از دنیای عرب آمده‌اند، استفاده می‌شود. برخی به زبان محلی امروزی عربی شامی تأثیرپذیرفته از عبری «گویش عربی اسرائیلی» می‌گویند.